# Musée de l'Hôtel-Dieu
L'Hôtel-Dieu de Beaune, també conegut com a Hospices de Beaune ("hospital de Déu" o "hospicis de Beaune") fou una institució de caritativa de l'antic ducat de Borgonya fundada el 1443 per Nicolau Rolin (canceller del duc Felip "el Bo"), convertida actualment en un museu que rep més de 400.000 visites anuals (els serveis hospitalaris s'han traslladat a instal·lacions modernes).
L'edifici és un dels millors exemples d'arquitectura del gòtic tardà francès. El pati central, de forma rectangular, ofereix una espectacular visió de les teulades policromes amb dissenys geomètrics (reconstruïts entre 1902 i 1907 per Louis Sauvageot amb un nou disseny, ja que l'original s'havia destruït). La «Sala de los Pobres», de 50 metres de llargada, 14 d'ample i 16 d'alçària, és una de les parts més destacades del seu interior. Entre altres obres d'art, es conserva un important retaule de Rogier van der Weyden, El Judici Final (1446-1452).
Per al seu manteniment econòmic, compta des del segle xv amb unes 60 hectàrees de vinya d'alta qualitat situades a les zones anomenades côtes de Beaune i côtes de Nuits. Des de 1851 cada mes de novembre se celebra una famosa subhasta de vi de Beaune (una de les denominacions de la vinya de Borgonya), que antigament tenia lloc a la gran sala i que en l'actualitat se segueix aplicant amb finalitats caritatives, dirigida per Christie's.

## Referències

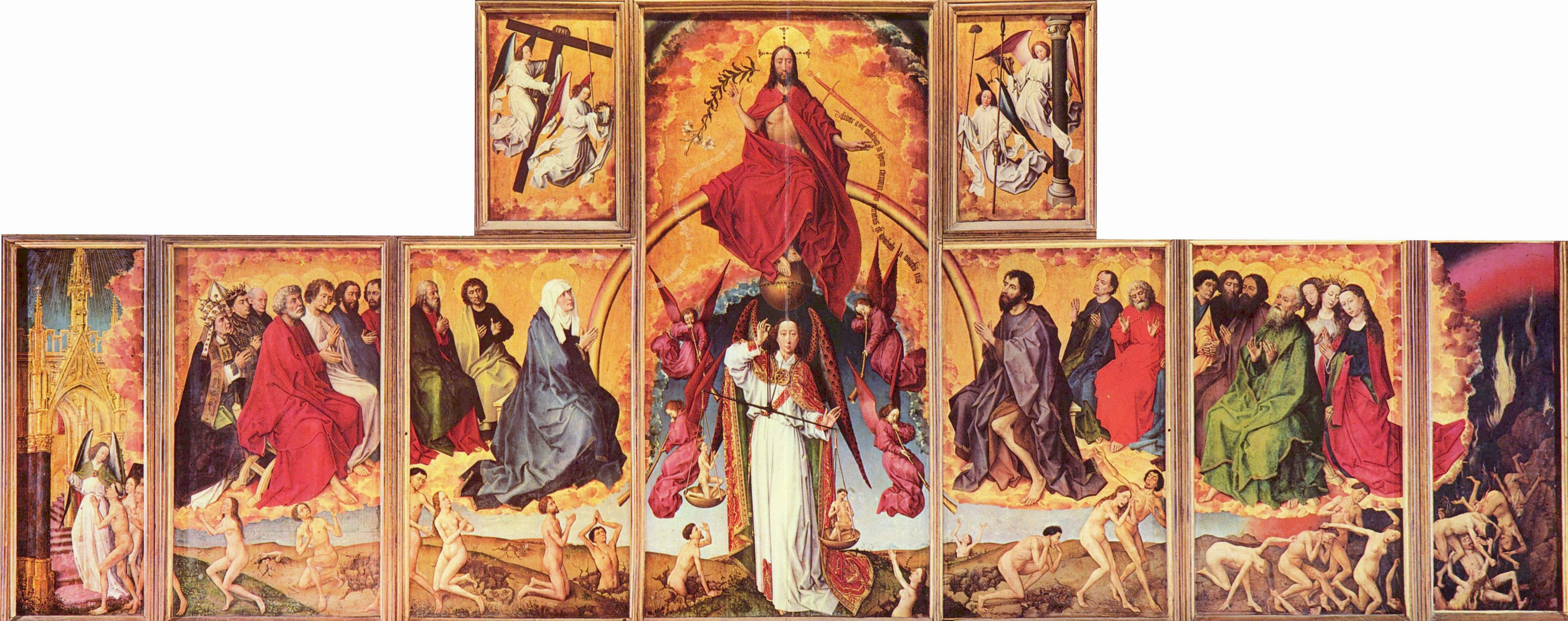
El Judici Final, de Rogier van der Weyden

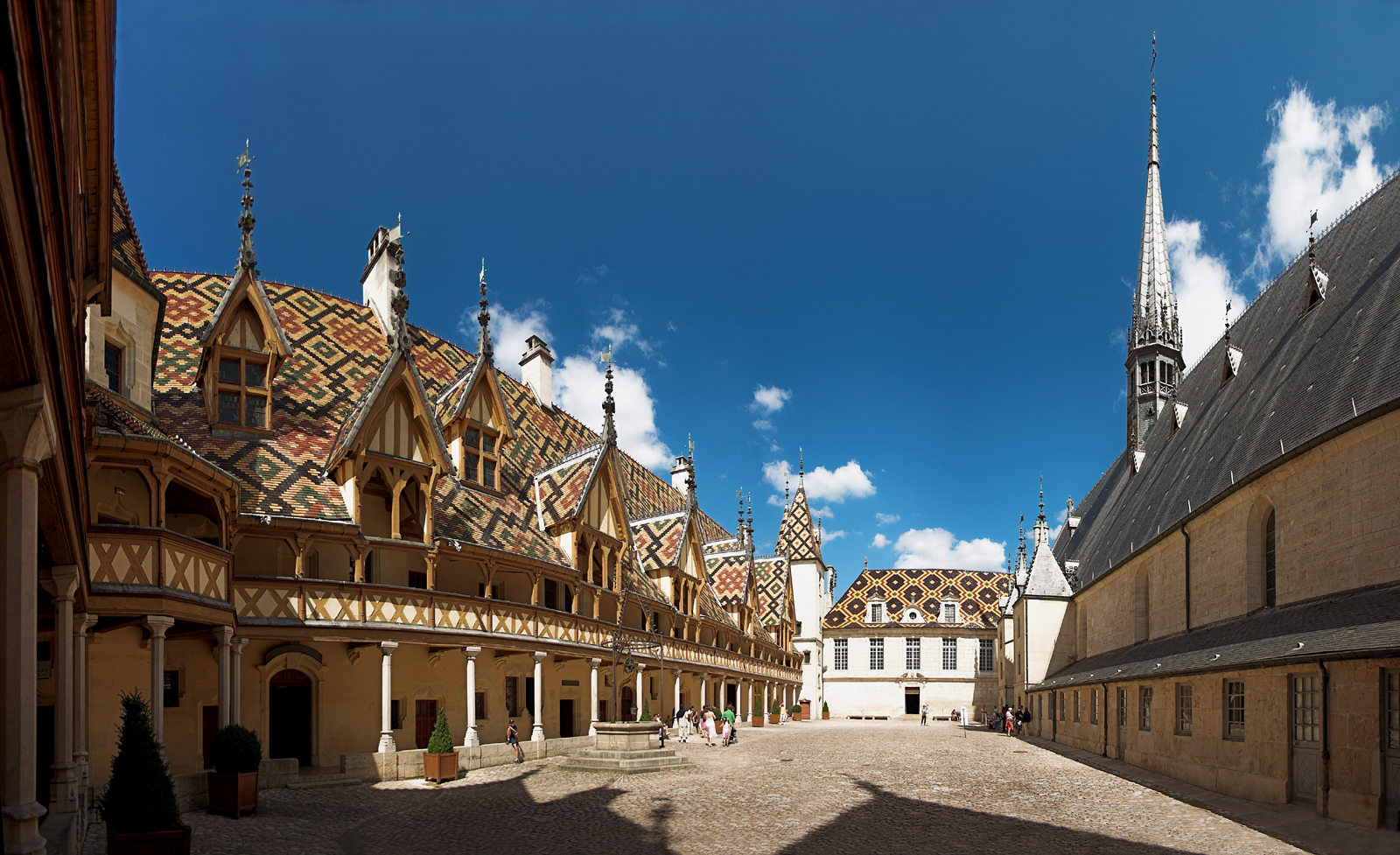
Pati del Hôtel-Dieu

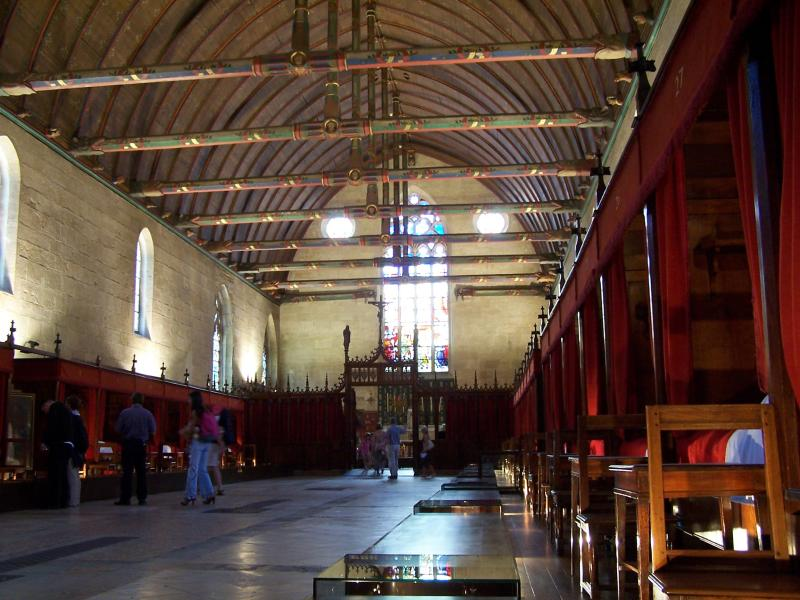
Salle des «Pôvres» (Sala dels Pobres)